# Shark Boy
Dean Roll, né le 28 janvier 1975 à Lebanon, Ohio, est un catcheur (lutteur professionnel) américain plus connu sous le nom de Shark Boy. 

## Carrière

### Débuts
Roll s'entraîne auprès de Les Thatcher et fait son premier combat le 3 mai 1997 à la Heartland Wrestling Association, une fédération de l'Ohio, sous le nom de El Piranha,. Il perd ce match face à GQ Masters.
Après une année, Roll part pour l'Independent Wrestling Association, où il développe son personnage de Shark Boy. En 1999, Roll protège la marque de « Shark Boy ».
Le 19 mai 1999, Shark Boy catche pour le second Brian Pillman Memorial Show, en battant Matt Stryker, Tarek the Great et Chip Fairway et remporte le trophée.

### World Wrestling All Stars (2002)
En février 2002 Shark Boy catche à la WWA au pay-per-view Revolution de Las Vegas. Il combat dans un 6-Man Cruiserweight survival match. Où sont présents AJ Styles, Christopher Daniels, Low Ki, Tony Maramaluke et Nova. Il est le premier éliminé par Nova.
En novembre 2002, Shark Boy part en Europe avec la World Wrestling All-Stars. Au pay-per-view Retribution du 6 décembre, 2002, Shark Boy bat Frankie Kazarian. Durant l'année 2002, Shark Boy rejoint la Xtreme Pro Wrestling où il fait des combats face à Kaos, Tracy Smothers, Juventud Guerrera, et Jerry Lynn.
Le 7 mars 2004, il ouvre une école de catch professionnelle, The Shark Tank, en Ohio. Les entraîneurs les plus connus sont Dustin Thomas, Tom Bellman, Darrell Hazel, Jerrod West, Todd Mullins, Ed Gonzales, Donny Redd, Scary Garry, Jake Omen, et Tony X.

### World Championship Wrestling (1999-2000)
Il effectue un passage à la WCW au milieu de l'année 1999 jusqu'au début de l'année 2000. Son premier match est un Dark Match lors de l'épisode de WCW Monday Nitro du 7 juin 1999, où il remporte un match par équipe avec Jerry Flynn en battant The King Pinz (Price & Schaffer). Le 30 septembre, lors d'un épisode de WCW Thunder, il combat sous son vrai nom, Dean Roll, et perd face à Frankie Lancaster. 
Le 12 février 2000, lors d'un épisode de WCW Saturday Night, il perd face à Norman Smiley. Le 26 février, lors de WCW Saturday Night, il bat Jeremy Lopez. Le 4 mars, à WCW Saturday Night, il bat Silver King. Le 18 mars, il perd face à Psychosis. Le 1er avril, il perd avec Elix Skipper et Frank Paris face à 3-Count.

### Total Nonstop Action Wrestling (2002–2011)
Shark Boy débute en 2002 et fait partie de l'équipe Team Pacman. Il catche alors dans la X division. Il entame une feud avec Team 3-D où il se fera blesser à plusieurs reprises avant de sombrer dans le coma (kayfabe). Depuis, des segments sont montrés avec des médecins qui parlent de l'état de Shark Boy. Il se réveille en février 2008 grâce à Eric Young qui, en brisant accidentellement un verre, va réveiller en Shark Boy la personnalité du célèbre catcheur Stone Cold Steve Austin. Il utilise alors la même prise de finition de ce dernier qu'il admire. Il renomme sa prise le Chummer. Il s'alliera avec The Curry Man (Christopher Daniels) pour se venger de la Team 3-D. Il remporte la feud dans un Fish Market Street Fight à Destination-X. Il restera longtemps un jobber. Il participa au Steel Asylum de TNA Bound For Glory 2008 mais perdra au profit de Jay Lethal avant son renvoi en 2010 après une longue absence. Il effectue son retour à TNA Final Resolution le 5 décembre 2010 en effrayant Cookie, la partenaire du TNA X Division Champion Robbie E pour qu'elle rentre dans une cage. Après le match, il porte son Chummer.On peut voir sur le site officiel de la TNA qu'il est ajouté dans le roster actuel. Le 24 décembre, à Xplosion, il perd contre Roobie E.Il apparait lors d'un segment de Eric Young et Orlando Jordan à IMPACT, le 31 décembre pour fêter la fin d'année, on le revoit à la fin, complètement saoul observant Orlando Jordan se bagarrer avec un des frères Buck.
Le 3 mars 2011, il demande à quitter la fédération d'Orlando demande qui fut acceptée ce qui met fin à un chapitre qui a duré plus de 8 ans.
Lors de Destination X, lui et Eric Young battent Generation Me.

### Retour à la Total Nonstop Action Wrestling (2013-2015)

#### Retour, Séries de défaites et départ (2013-2015)
Il revient à la TNA lors du PPV One Night Only: 10 Reunion (en) le 17 mars 2013 en participant, sans le remporter, à un 10-Man Gauntlet Battle Royale. Le 19 mars, lors de TNA One Night Only : Hardcore Justice 2, il remporte une 9-Man Hardcore Over The Top Battle Royal. Lors de Turning Point 2013, il perd face à Ethan Carter III.
Le 15 juillet 2015, il participe à une bataille royale pour déterminer le nouvel aspirant au titre mondial, mais c'est Drew Galloway qui sort vainqueur. C'est le dernier match de Shark Boy à la TNA.

## Palmarès
- Atlantic Pro Wrestling
  - 2 fois APW Junior Heavyweight Champion

- Buckeye Pro Wrestling
  - 2 fois Heavyweight Champion
  - 2 fois BPW Team Champion avec Cody Hawk

- Eastern Pro Wrestling
  - 1 fois EPW Tag Team Champion avec Rocco Abruzzi

- Hardcore Championship Wrestling
  - 1 fois HCW Heavyweight Champion
  - Incredible 8 Tournament

- Heartland Wrestling Association
  - 1 fois HWA Heavyweight Champion
  - 4 fois HWA Cruiserweight Champion

- Independent Wrestling Association Mid-South
  - 1 fois IWA Mid-South Light Heavyweight Champion
  - 1 fois IWA Mid-South Television Champion

- Main Event World League
  - 1 fois MEWL Cruiserweight Champion

- Mid-West Wrestling Connection
  - 1 fois MWWC Heavyweight Champion

- NWA East
  - 1 fois NWA East Television Champion

- New Breed Wrestling Association
  - 1 fois NBWA Heavyweight Champion

- New Era Pro Wrestling
  - 1 fois NEPW Cruiserweight Champion

- Autres titres
  - 1 fois MWA Light Heavyweight Champion
  - 1 fois PCW Heavyweight Champion
  - 1 fois RAW Cruiserweight Champion
  - 1 fois WPL Cruiserweight Champion

## Récompenses des magazines
- Pro Wrestling Illustrated

| Année | 1999 | 2000 | 2001 | 2002 | 2003 | 2004 | 2005 | 2006 | 2007 | 2008 | 2009 | 2010 |
| ----- | ---- | ---- | ---- | ---- | ---- | ---- | ---- | ---- | ---- | ---- | ---- | ---- |
| Rang  | 299  | 163  | 157  | 155  | 107  | 151  | 119  | 225  | 258  | 122  | 321  | 313  |

- Wrestling Observer Newsletter awards
  - Worst Worked Match of the Year (2006) TNA Reverse Battle Royal at Bound for Glory